# Système d'inspection de train

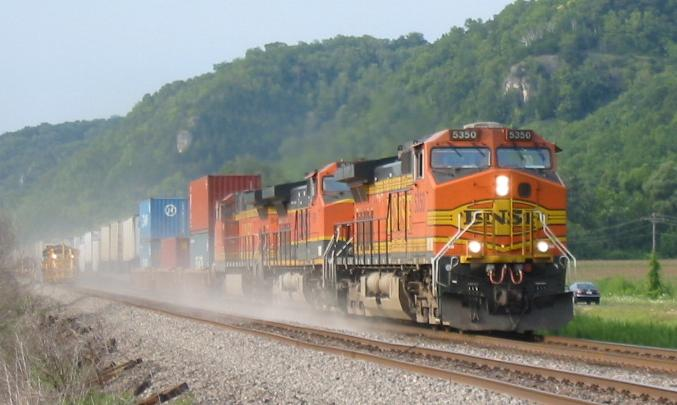
Train de fret américain.

Un système d’inspection de train est une combinaison de dispositifs essentiels au maintien d'un trafic fluide sur les chemins de fer.
Ces systèmes préviennent les accidents et la destruction de l’infrastructure ferroviaire.

## Vue d'ensemble

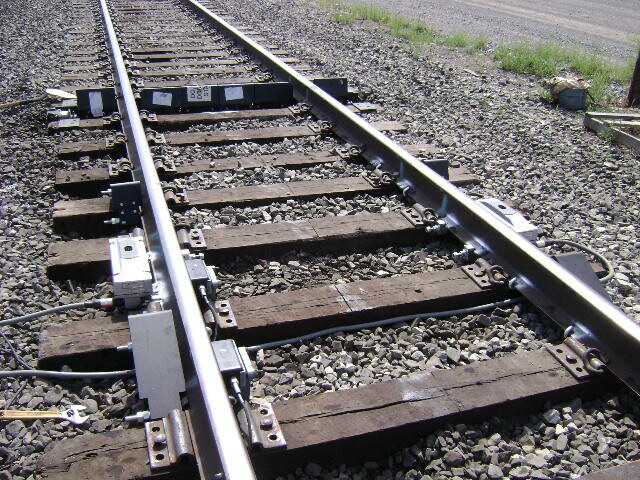
Détection de roulement à billes chaudes avec détection de traînée.

L’inspection de matériel ferroviaire est continuelle. Elle débute quand le train est formé et est répété à intervalles réguliers. 
Avant que le train parte, la locomotive et les wagons sont inspectés par des techniciens, mais on peut aussi utiliser des caméras et des scanneurs 3D. Des systèmes individuels sont contrôlés, comme les freins, tuyaux et systèmes de communication.
Ceci est comparable aux listes de vérification utilisées dans l’aviation. Le train est alors considéré comme prêt pour le voyage.
Une fois en marche, le train est suivi en permanence par des systèmes de détection de défauts.

## Technologies
Les contrôles locaux ont progressivement été complétés par des contrôles à distance assurés par des centres d’expédition centralisés. La palette des technologies utilisées s'étend de détecteurs de pression très simples jusqu’à l'analyse par ultrason.
Ces systèmes peuvent être groupés ainsi :
- Détecteur de défauts de roues (WILD)[2],[3]. Les roues à impact élevé ont des défauts qui causent des vibrations destructifs pour les rails et le matériel roulant ferroviaire.

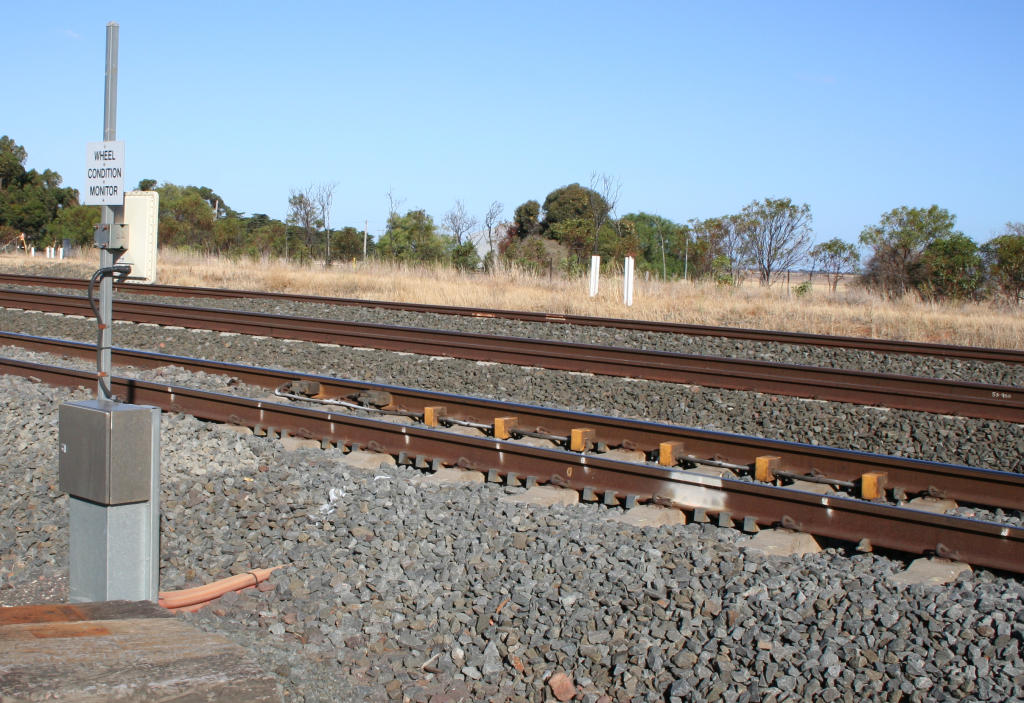
Détecteur de défauts de roues - Lara, Victoria, Australie.

- Pesage en mouvement (WIM). Une station de pesage qui peut détecter la surcharge ou des charges mal distribués[3].
- Détection d’oscillation dans la direction transversale. Au-dessus d’une certaine vitesse, cela peut endommager les boudins des roues. Détecte l’oscillation des bogies

Truck Hunting.

- Performance de bogie. Si la bogie ne suit pas la direction du train mais se dirige vers un côté. Les boudins frottent contre le rail.
- Détecteur acoustique de roulement à billes. Utilise des microphones pour détecter des défauts dans les roulements à billes[4],[5].
- Détecteur de roue chaude : des freins défectueux peuvent chauffer les roues.
- Détecteur de boîtes chaudes. Ce genre de détecteur utilise des caméras très sensibles, appelées pyromètres pour mesurer la température de chaque roulement à billes pendant que le train passe. Ce système aide à prévenir le déraillement des trains.
- Détecteur de traîne. Ce système détecte des objets qui sont entrainés par le train. Ce peuvent être des chaines, câbles ou autres objets qui sont tombés des wagons. Ces objets peuvent endommager les balises souvent posées entre les rails. Les nouveaux systèmes de sécurité utilisent des balises très coûteuses.
- Détecteur de dépassement de gabarit. Ce système détecte si le train dépasse le gabarit du train. Un train qui est trop haut ou trop large peut entrer en collision avec des ponts ou autres parties de l’infrastructure.
- Détecteur de déraillement. Souvent un système assez simple ou un fil de fer se casse si le train déraille.
- Inspection de pantographe[6]. Ce système mesure l’intégrité du pantographe. Le plus souvent, ces moniteurs sont basées sur des systèmes de vision artificielles qui prennent des images des pantographes et les soumettent à une analyse numérique. Un pantographe utilise une bande de graphite pour conduire l’électricité entre la caténaire et le pantographe. Quand celles-ci sont usées ou endommagées, le train peut arracher la caténaire. Quand le système détecte des défauts dans le pantographe, l’alarme est donné au poste de contrôle et le mécanicien est demandé par radio de baisser le pantographe en question.
- Moniteur de profil des roues[1]. Ces systèmes laser et optiques prennent des images des roues. Ils mesurent l’état des boudins et bandages. Si la roue est trop usée, elle doit être remplacée.
- Système moniteur de tendance. Ses systèmes informatiques essayent de prévoir des problèmes avant qu’ils causent l’interruption du service[5]

## Galerie de photographies

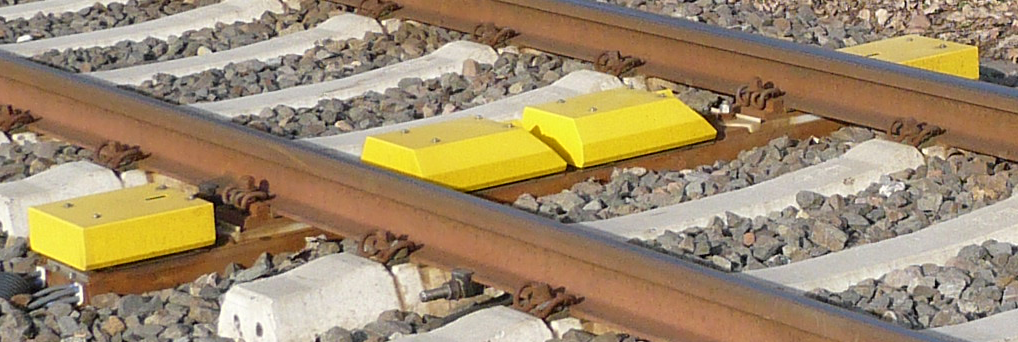
Detection System PHOENIX MB (SST Signal & System Technik GmbH).
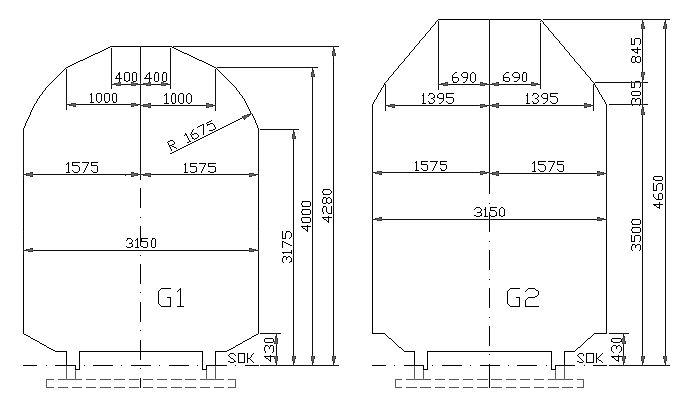
Gabarit ferroviaire G1 et G2 (Allemagne).
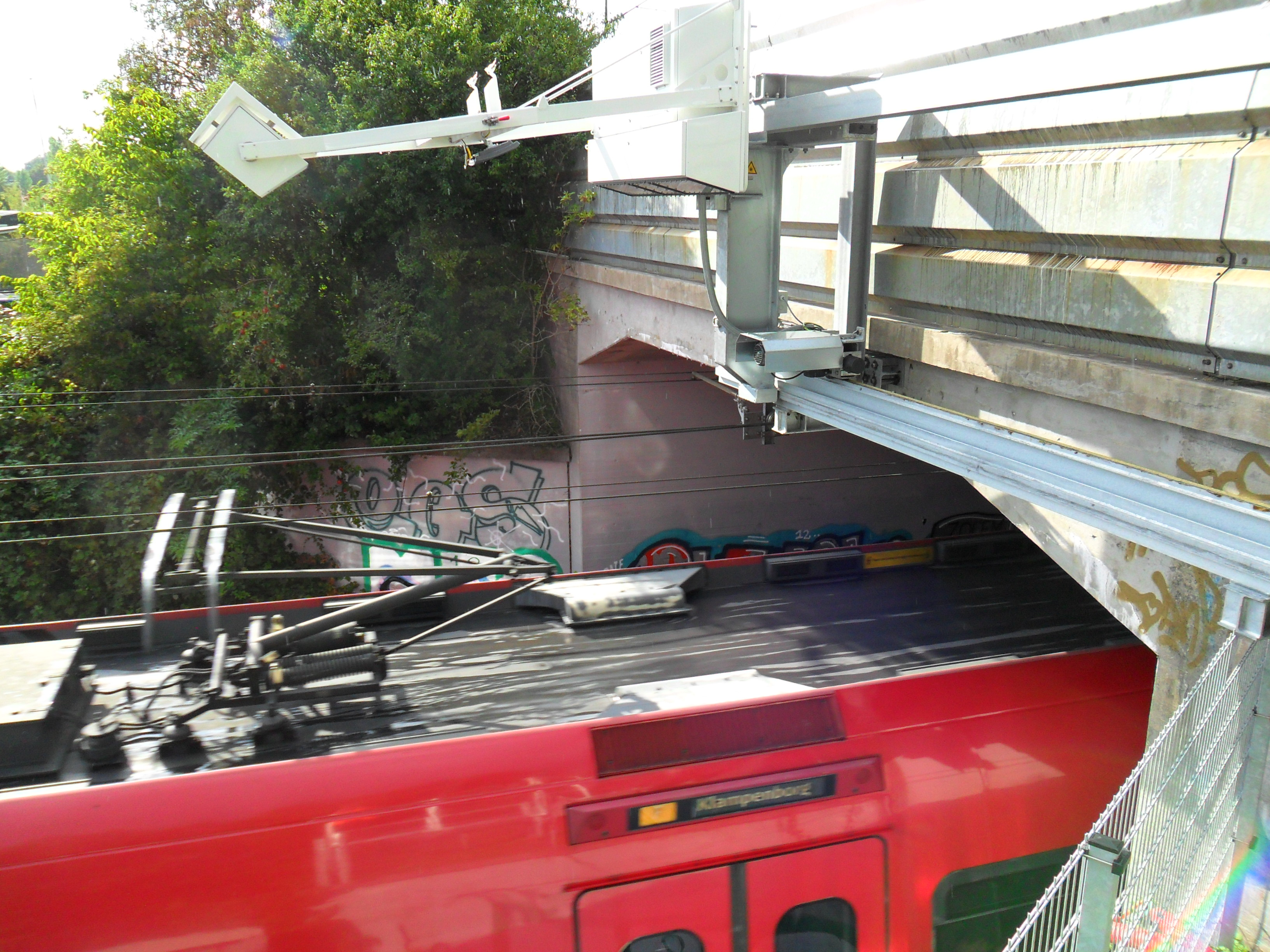
Un scanner contrôle le pantographe d’un train qui passe.
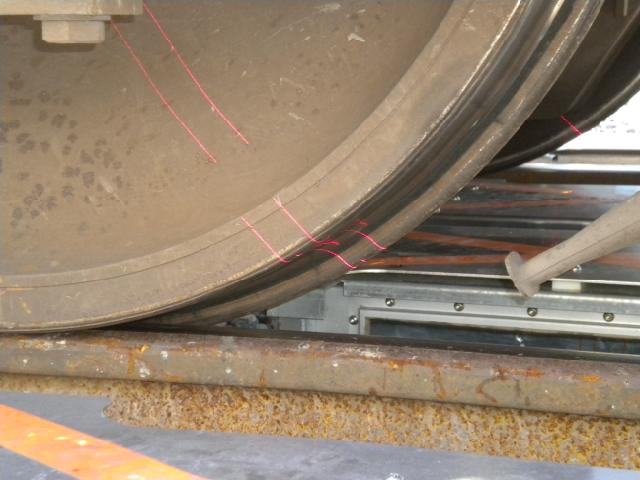
Moniteur de profil des roues à laser.